# Amsterdamse Limburgers
Amsterdamse Limburgers (ook wel Limburgse Amsterdammers) is de geuzennaam van een groep Limburgse kunstenaars die in de oorlogsjaren studeerden op de Rijksakademie van beeldende kunsten in Amsterdam. De naam is voor het eerst gebruikt in De Volkskrant in een recensie van de groepstentoonstelling Jonge Schilders, in 1950, in het Raadhuis van Heerlen, met werk van Frans Nols, Gène Eggen, Pieter Defesche, Harry Op de Laak, Marianne van der Heijden, Ger Lataster en Jef Diederen. Genoemde kunstenaars hebben met elkaar gemeen dat ze eerder de Middelbare Kunstnijverheidsschool in Maastricht volgden om vervolgens aan de Rijksacademie verder te studeren .   
Daarna wordt de term vaker gebruikt voor van oorsprong Limburgse kunstenaars die na de oorlog in Amsterdam woonden en werkten. Om die reden werd ook Lei Molin eraan toegevoegd. Gène Eggen en Marianne van der Heijden die na hun studietijd terrugkeerden naar Limburg worden sindsdien soms niet meer onder de groep geschaard. In haar dissertatie over Marianne van der Heijden noemt Lies Netel dat opmerkelijk 'want het feit dat Pieter Defesche en Frans Nols zich later ook weer in Limburg vestigden, heeft geen effect gehad op hun positie als Amsterdamse Limburger'.

## Kunstenaars
Tot de Amsterdamse Limburgers behoorden:
- Pieter Defesche (1921-1998)
- Jef Diederen (1920-2009)
- Gene Eggen (1921-2000)
- Marianne van der Heijden (1922-1998)
- Harry op de Laak (1925-2012)
- Ger Lataster (1920-2012)
- Lei Molin (1927-1990)
- Frans Nols (1921-1972)
- Aart Roos (1919-2009)
- Pierre van Soest (1930-2001)
- Giel Stassen (1923-1955)
- Jan Stekelenburg (1922-1977)